# Инусилов, Басир Магомедович
Басир Магомедович Инусилов (1924, Тануси, Аварский округ, Дагестанская АССР, РСФСР, СССР — 1963) — советский актёр Аварского музыкально-драматического театр имени Гамзата Цадасы. Заслуженный артист РСФСР (1960).

## Биография
С 1931 по 1938 годы учился в семилетней школе в родном селе Тануси. С 1939 года работает в Аварском театре в Буйнакске, сначала был барабанщиком, затем в результате упорного труда стал актёром. С 1943 по 1945 годы принимал участие в Великой Отечественной войне. С 1947 по 1950 годы работал художественным руководителем кахибского районного дома культуры. С 1950 года вновь работал в Аварском театре. Обладал хорошей сценической внешностью, сильным темпераментом, богатыми голосовыми данными.

## Театральные работы
- «Платон Кречет» (А. Корнейчук) — Платон Кречет
- «Отелло» (Шекспир) — Отелло
- «Горянка» (Р. Гамзатов) — Али
- «Вдохновенная певица» (Залов) — Наиб Ахмед
- «Хочбар» (Фатусев и Темирханов) — Нуцалхан
- «Чудесный клад» (П. Маляревский) — Галсан
- «Коварство и любовь» (Ф. Шиллер) — Миллер
- «Женитьба» (Н. Гоголь) — Подколесин
- «Правда хорошо, а счастье лучше» (А. Островский) — Барабошев
- «Суровые дни» (М. Хуршилов) — Ромашов
- «Цыгане» (А. С. Пушкин) — Старый цыган
- «Али с гор» (З. Алиханов) — Омар
- «В добрый час» (В. Розов) — Алексей
- «Базалай» (Г. Цадаса) — Дадуч
- «Самодуры» (К. Гольдони) — Леонардо
- «Эзоп» (Г. Фигейредо) — Эзоп

## Звания и награды
- Почетная грамота Президиума Верховного Совета Дагестанской АССР;
- Народный артист Дагестанской АССР (1958);
- Заслуженный артист РСФСР (23.04.1960).